# Volupia
Volupia zwana też Voluptas (łac. rozkosz) – bogini zmysłowej rozkoszy i przyjemności w mitologii rzymskiej. Nie miała własnego mitu. Volupii poświęcona była świątynia w pobliżu Porta Romanula w Rzymie. Wraz z nią czczono tam Angeronę. Była córką Amora i Psyche. Jej grecką odpowiedniczką była Hedone.